# Пратс-де-Молло-ла-Прест
Пратс-де-Молло-ла-Прест (фр. Prats-de-Mollo-la-Preste, французское произношение: [pʁats də mɔjo la pʁɛst(ə)] (слушать)о файле, кат. Prats de Molló i la Presta, каталанское произношение: [pɾadz də mu'ʎo j lə 'pɾestə]) — французская коммуна, расположенная в регионе Окситания, департамент Восточные Пиренеи. В окружённом крепостными стенами средневековом старом городе с мощёными улицами доминирует Форт Лагард. Он был построен Вобаном в XVII веке для контроля над новой границей, созданной в результате Пиренейского мира. Коммуна расположена в исторической области Верхний Валеспир, древнем виконтстве (в Средние века вошедшем в состав виконтства Кастельну), присоединённом к Франции по Пиренейскому договору (1659) и примерно соответствующем долине реки Тек от её истока до Сере.
Здесь преобладает изменённый океанический климат, коммуна омывается реками Тек, Парсигуль, Графуй, Фигера, Корраль, Канидель и другими небольшими ручьями. Муниципалитет может похвастаться природным наследием: четыре объекта «Натура 2000» («Массив дю Канигу», «Конк-де-ла-Прест», «Канигу-Конк-де-ла-Прест» и «Ле Тек»), одна охраняемая территория (национальный заповедник Пратс-де-Молло-ла-Прест) и шесть природных зон, представляющих экологический, фаунистический и флористический интерес.
Пратс-де-Молло-ла-Прест — это сельская коммуна с населением 1114 человек по состоянию на 2022 год. Количество населения достигло пика в 3730 человек в 1846 году. Жители коммуны известны как пратены или пратенны.
Коммуна входит в ассоциацию «Самые красивые деревни Франции».

## География

### Расположение
Пратс-де-Молло-ла-Прест находится в департаменте Восточные Пиренеи в регионе Окситания и граничит с Испанией (Каталония).
Коммуна входит в ассоциацию «Самые красивые деревни Франции».
Она находится в 47 км от Перпиньяна, префектуры департамента, в 24 км от Сере, супрефектуры, и в 18 км от Амели-ле-Бен-Палальда, централизующего пункта кантона Канигу, к которому коммуна относится с 2015 года для проведения выборов в департаменте. Коммуна также является частью района Амели-ле-Бен-Палальда.
Ближайшие коммуны: Ле-Тек (5,4 км), Ламанер (5,9 км), Серралонг (6,3 км), Монферре (8,2 км), Корсави (10,8 км), Сен-Лоран-де-Сердан (11,2 км), Арль-сюр-Тек (14,0 км), Кустуж (14,6 км).
В историческом и культурном отношении Пратс-де-Молло-ла-Прест является частью Валеспира, древнего виконтства (в Средние века включённого в состав виконтства Кастельно), присоединённого к Франции Пиренейским договором (1659) и примерно соответствующего долине реки Тек от её истока до Сере.
Прат-де-Молло-ла-Прест — самая южная коммуна на Зелёном меридиане, обозначающем Парижский меридиан, и третья самая южная коммуна на материковой части Франции после Ламанера и Кустужа.
Спа-курорт Ла-Прест расположен дальше по долине, примерно в 8 км. Он является отправной точкой для маршрута на пик Костабонн (2465 м).
В коммуне Пратс-де-Молло-ла-Прест также расположено множество деревень и посёлков, большинство из которых сейчас заброшены или находятся в руинах: Параколл, Кан-Ллагоста, Сан-Сальвадор (с Кан-Руре, Мас-Пла), Ле-Касес и многие другие.
| Пи                 | Кастей                            | Ле-Тек    |
| Манте              | Компас                            | Серралонг |
| Сеткасес (Испания) | Мольо, Кампродон, Бегет (Испания) | Ламанер   |

- в кантоне Прат-де-Молло-ла-Прест:

Ламанер, Серралонг и Ле-Тек;
- в кантоне Олетт[фр.] (округ Прад):

Манте и Пи;
- в кантоне Прад[фр.] (округ Прад):

Кастейль;
- в автономном сообществе Каталония (Испания):

Сеткасес, Молло, Кампродон (деревня Рокабруна).

### Геология и рельеф
Высота над уровнем моря в коммуне колеблется между 575 и 2693 метрами. Вся территория коммуны находится в верхней части долины реки Тек, от её истока в Рок-Коломе, который возвышается на 2507 метров на крайнем западе коммуны, до её слияния с рекой Ламанер, на востоке, в коммуне Ле-Тек.
Территория коммуны относится к зоне сейсмичности 4, соответствующей средней сейсмичности.

### Климат
В 2010 году климат коммуны представлял собой модифицированный морской климат, согласно исследованию CNRS, основанному на ряде данных, охватывающих период 1971—2000 годов. В 2020 году Метео-Франс опубликовала типологию климатов материковой Франции, согласно которой в коммуне наблюдается горный климат или климат горных окраин и находится в климатическом регионе Восточные Пиренеи, характеризующемся малым количеством осадков, очень хорошим солнечным освещением (2600 ч/год), сухим воздухом, особенно зимой, и небольшим количеством туманов.
В период 1971—2000 годов среднегодовая температура составляла 11,7 °C, а годовой диапазон температур — 14,7 °C. Среднее суммарное годовое количество осадков составляет 838 мм, при этом в январе выпадает 6,2 дня осадков, а в июле — 6,1 дня. В период 1991—2020 годов среднегодовая температура, наблюдаемая на ближайшей метеорологической станции, расположенной в коммуне Ле-Тек, в 5 км от города, составляет 12,9 °C, а среднегодовое количество осадков — 1146,5 мм. В будущем климатические параметры муниципалитета, рассчитанные на 2050 год в соответствии с различными сценариями выбросов парниковых газов, можно посмотреть на специальном сайте, опубликованном Météo-France в ноябре 2022 года.

### Природная среда и биоразнообразие

#### Охраняемые территории
Государственная охрана заповедников является наиболее эффективным средством сохранения выдающихся природных территорий и связанного с ними биоразнообразия.
В коммуне имеется одна охраняемая природная территория: Национальный природный заповедник Пратc-де-Молло-ла-Прест, созданный в 1986 году и занимающий площадь 2158 га. Он простирается на 11 километров от истоков реки Тек до плато Пла-Гиллем, поднимаясь на высоту от 1490 м до 2507 м над уровнем моря, при ширине около 2 км. Здесь хорошо представлена фауна, характерная для Пиренейских гор, имеющая в заповеднике необходимые условия для своего развития.

#### Сеть «Натура 2000»
Сеть «Натура 2000» — это европейская экологическая сеть природных объектов, представляющих экологический интерес, основанная на Директивах ЕС об охране природных мест обитания, дикой флоры и фауны и птицах и состоящая из специальных природоохранных зон (фр. zones spéciales de conservation, ZSC) и зон особой охраны (zones de protection spéciale, ZPS). В соответствии с Директивой о средах обитания на территории муниципалитета были определены четыре территории «Натура 2000»:
- «Массив дю Канигу», площадью 11 746 гектаров, возвышающийся на 2784 метра над уровнем моря в восточной части горной цепи Пиренеев. Здесь обитает множество эндемичных пиренейских видов, ареал обитания некоторых из которых достигает своего восточного предела, и имеется разнообразие природных сред обитания, связанное с высотной поясностью[23];
- «Конк-де-ла-Прест», площадью 8436 га, где обитает пиренейская выхухоль и находится ряд природных пещер с многочисленными редкими и эндемичными видами пещерных обитателей[24];
- «Ле-Тек», площадью 1467 га, является местом обитания балканского усача[фр.], который демонстрирует очень высокую степень генетической изменчивости на всей территории водосбора Тек. В верхней части водосбора также обитает пиренейская выхухоль[25] и, согласно Директиве о птицах[19],
- «Канигу-Конкес-де-Ла-Прест», занимающий площадь 20 224 га, который является домом для богатой и разнообразной горной орнитофауны, включая хищных, воробьиных и курообразных птиц. Кроме того, его регулярно посещают две пары бородатых грифов, а летом — большое количество белоголовых сипов из Испании[26].

#### Природные территории, представляющие экологический, фаунистический и флористический интерес
Цель инвентаризации природных территорий, представляющих экологический, фаунистический и флористический интерес (ZNIEFF) — охватить наиболее интересные с экологической точки зрения территории, прежде всего для того, чтобы улучшить знания о национальном природном наследии и предоставить различным лицам, принимающим решения, инструмент, который поможет им учитывать окружающую среду при планировании землепользования. В коммуне было выявлено пять территорий ZNIEFF типа 1:
- Бага-де-Сьерн (186 га)[27];
- Бассейн Каниделль (831 га)[28];
- Верхний Валеспир от пика Костабонн до Пла-Гиллем (3249 га), охватывающий 2 коммуны в департаменте[29];
- Ущелье Коль-д'Арес (383 га)[30];
- Сулан-де-ла-Прест (338 га)[31];

и тип 2 ZNIEFF: «Валеспир» (47 344 га), охватывающий 18 коммун в департаменте.
- Карта территорий ZNIEFF типов 1 и 2 в Пратс-де-Молло-ла-Прест.
- Карта ZNIEFF типа 1 в коммуне.
- Карта ZNIEFF типа 2 в коммуне.

## Градостроительство

### Типология
По состоянию на 1 января 2024 года Пратc-де-Молло-ла-Прест классифицируется как посёлок в соответствии с новой семиуровневой сеткой плотности коммунального населения, определенной INSEE в 2022 году. Он расположен вне городской единицы и вне зоны охвата городов.

### Землепользование
Землепользование муниципалитета, согласно европейской базе данных биофизического почвенного покрова Corine Land Cover (CLC), характеризуется значительной долей лесов и полуестественной среды (93,4 % в 2018 году), что примерно соответствует показателю 1990 года (93,8 %). Детальное распределение в 2018 году выглядит следующим образом: леса (60 %), кустарниковая и/или травянистая растительность (28 %), неоднородные сельскохозяйственные территории (5,6 %), открытые пространства с незначительной растительностью или без неё (5,4 %), луга (0,6 %), урбанизированные территории (0,4 %). Эволюцию землепользования и инфраструктуры в коммуне можно проследить на различных картографических изображениях территории: карте Кассини (XVIII век), штабной карте (1820—1866 годы) и картах IGN или аэрофотоснимках за текущий период (с 1950 года по настоящее время).

### Дороги и транспорт
Муниципалитет обслуживает маршрут 531 (Пратс-де-Молло-ла-Прест — Арль-сюр-Тек — Гар-де-Перпиньян) региональной сети liO.
Трансграничная линия C5 обеспечивает сообщение Кампродон — Молло — Пратс-де-Молло.

### Основные риски
Муниципалитет Пратс-де-Молло-ла-Прест подвержен ряду различных рисков стихийных бедствий: наводнения, погодные условия (сильные холода или жара), лесные пожары, оползни, лавины и землетрясения (средняя сейсмичность). Он также подвержен двум особым рискам — радоновому и горнодобывающему.

#### Опасные природные явления
Некоторые районы муниципалитета могут быть подвержены риску наводнений в результате ливневых паводков на реках бассейна реки Тек.
Движения земли, которые могут произойти в муниципалитете, включают движения, связанные с усадкой и набуханием глины, оползни, обвалы и обрушения, связанные с подземными полостями. Национальная карта риска усадки и набухания глины используется для выявления глинистых или мергелистых почв, подверженных этому явлению. Национальная инвентаризация подземных полостей также выявляет те, которые находятся на территории муниципалитета.
Эти природные риски учитываются при планировании землепользования города с помощью плана предотвращения наводнений и оползней.
- Карта зон затопления.
- Карта опасных зон усадки и просадки глины.

#### Особые риски
Муниципалитет подвержен риску, связанному с добычей полезных ископаемых, в основном с развитием подземных полостей, оставленных без присмотра после горных работ.
Во многих районах Франции присутствуют источники природного газа радона, который может накапливаться в домах или других помещениях, и может быть источником воздействия ионизирующего излучения. Все муниципалитеты департамента в большей или меньшей степени подвержены радоновому риску. Согласно классификации 2018 года, муниципалитет Пратс-де-Молло-ла-Прест относится к зоне 3, то есть к зоне со значительным радоновым потенциалом.

## Топонимика
Пратс
- около 878—881 годов упоминается как Пратум
- 936: Прадос
- 1011: Пратис

Считается, что этот термин относится к лугам и пастбищам.
Молло
Название появляется в 934 году: Mollione, которое обозначает большой камень, используемый для демаркации (от лат. mutulone et mutulus, «выступающий камень» и кат. molló)
Пратс-де-Молло
Эти два названия часто ассоциируются с конца XIV века; в 1385 году упоминается как Vallis de Pratis de Mollone.
Ла-Прест
деревня упоминается в:
- 1264: сельская усадьба, принадлежащая человеку по имени Иоганнис Преста;
- 1266: Villarium de Ces Ayllades;
- 1340: Bayns de Ayats;
- после 1500: Banys de Na Presta, затем la Presta.

Эти разные названия могут соответствовать латинскому aquatis, означающему место с обилием воды.
На каталанском языке муниципалитет называется Пратс де Молло и Ла Преста (кат. Prats de Molló i la Presta).
Указом от 5 июня 1956 года название Ла-Прест было добавлено к названию Пратс-де-Молло, что стало официальным признанием важности маленького курортного городка. Ранее эти два независимых посёлка были связаны между собой восьмикилометровой дорогой, которая вьётся по верхней части долины реки Тек.

## История
Стремясь освоить верхний бассейн реки Тек, монахи основали сельскохозяйственную колонию Прат-де-Молло. Её церковь упоминается в 982 году.
В XIII веке поселение было разделено на две части рекой Тек:
- Северная часть включала в себя основное поселение и его население.
- На южной стороне находился замок графов Бесалу и других правящих семей.

С 1258 года, после заключения Корбейского договора, Пратс-де-Молло развивался под влиянием короля Хайме I Арагонского. Со времен Средневековья и до Французской революции лордство и правосудие в Пратс принадлежали королю, и в нём был учрежден обычный королевский суд. В результате поселение получило ряд привилегий, в том числе:
- 1242: отмена злоупотреблений;
- 1245: свобода учреждения для людей, желающих поселиться в поселении;
- 1308: возможность проводить еженедельную ярмарку по субботам.

Современная церковь Сен-Жюст-и-Сен-Руффин была освящена в 1245 году, заменив часовню, которая, вероятно, существовала на том же месте в IX веке.
К 1327 году Пратс и его долина разрослись до дюжины деревень с населением около 1000 человек, отчасти благодаря привилегиям.
В середине XIV века город обзавёлся крепостными стенами.
В 1428 году крепостные стены были частично разрушены землетрясением 1428 года. В XV веке в результате различных эпидемий население сократилось.
В XVI веке город процветал благодаря производству и торговле тканями. Пратс, как и Валеспир, принадлежал к виконтству Кастельноу, а значит, к Арагонской короне.
В 1659 году, согласно Пиренейскому договору, город и весь Руссильон вошли в состав Французского королевства. Эта новая ситуация изменила экономическое положение, изолировав Пратс и его долину от остальных провинций Каталонии.
В декабре 1661 года Людовик XIV вновь ввёл в Руссильоне налог габель, отменённый с 1292 года. Население, возглавляемое драпировщиком и контрабандистом Жозепом де ла Тринсерией, восстало против повторного введения этого нового налога. Это было восстание анжелетов, которое быстро превратилось в антифранцузское восстание и продолжалось двенадцать лет, до 1673 года.
В 1674 году Людовик XIV решил построить форт для контроля над Валеспиром. Строительство форта Лагард началось в 1677 году, частично Вобаном, и было завершено около 1682 года. Валы Пратс-де-Молло, разрушенные во время восстания анжелетов, были восстановлены в 1683 году. В 1691 году, во время Девятилетней войны, испанцы, прибывшие со стороны перевала Арес, безуспешно осаждали Пратс-де-Молло.
6 июня 1793 года, во время Руссильонской войны, Пратс-де-Молло был взят испанскими войсками генерала Антонио Рикардоса. Он оставался оккупированным до 1794 года, когда французским войскам генерала Дюгомье удалось оттеснить испанцев за Пиренеи.
Коммуна Ле-Тек была создана 19 марта 1862 года путём выделения части коммуны Пратс-де-Молло.
С 1853 года Наполеон III страдал от болезненных приступов, которые объяснялись спазмами мочевого пузыря. Чтобы вылечиться, он проходил многочисленные спа-процедуры. Высокорадиоактивные воды Ла-Преста, знаменитого гидроминерального курорта, были признаны за свои качества в ревматологии, метаболизме и урологии. Перед войной 1870 года Наполеон III хотел подлечиться здесь, поэтому он приказал построить дорогу к Ла-Престу. Франко-прусская война 1870 года помешала ему приехать в Ла-Прест. Он умер в Англии после операции по поводу почечнокаменной болезни, которой он страдал.
В 1926 году здесь был арестован Франсеск Масия, который хотел создать Каталонскую республику в Испании, где в то время правил диктатор Мигель Примо де Ривера.
В 1938 году был построен второй мост. До 1938 года реку Тек можно было пересечь только по одному мосту (Понт д'Эспань), который вёл к главным воротам города, построенным в XVIII веке и известным как Cavalleria (кавалерийские), затем Carnisseria (мясные) и, наконец, Pont d'Espagne (из-за своего расположения).
С 27 января 1939 года, во время Ретирады, всего за две недели 100 000 испанских беженцев пересекли перевал Арес в Пратс-де-Молло. Для размещения этих беженцев в долине Тек были построены четыре лагеря для интернированных. 13 февраля 1939 года граница была закрыта и охранялась солдатами испанских националистов генерала Франко. Около 35 000 беженцев всё ещё находились в лагерях Пратс-де-Молло.
В конце марта 1939 года лагеря беженцев в Пратс-де-Молло были закрыты навсегда. В октябре 1940 года непрерывный четырёхдневный шторм, вызвавший наводнение на реке Тек, разрушил часть Пратса и долины, снёс мост д'Эспань, известный как Понт-де-ла-Кальс (известковый мост), а также несколько поселений. Эта катастрофа, уничтожившая значительную часть ландшафта, переориентировала местную экономику на туризм и курортную индустрию.
Во время Второй мировой войны Пратс-де-Молло был одной из многочисленных баз для бегства в Испанию.
Декретом от 5 июня 1956 года к названию Пратс-де-Молло было добавлено название Ла-Прест.

## Политика и администрация

### Список мэров
| Период        | Период          | ФИО              | Партийная принадлежность | Должность / род занятий                                          |
| ------------- | --------------- | ---------------- | ------------------------ | ---------------------------------------------------------------- |
| 1808          | 1814            | Бартелеми Ксатар |                          | Фармацевт и ботаник                                              |
| ?             | 1921 (отставка) | Арсен Гиссе      |                          | Врач, назначен директором психиатрической больницы Фонт-Орель    |
| 1921          | 1928            | Филипп Коромин   | SFIO                     | Портной, окружной советник                                       |
| март 1935     |                 | Жак Салес        |                          |                                                                  |
| июнь 1938     |                 | Жозеф Ноэль      |                          |                                                                  |
| июль 1941     |                 | Марсо Мори       |                          |                                                                  |
| август 1941   |                 | Луи Колль        |                          |                                                                  |
| февраль 1942  |                 | Марсо Мори       |                          |                                                                  |
| сентябрь 1944 | декабрь 1963    | Роберт Голан     |                          | назначен местным комитетом освобождения, затем избран мэром      |
| январь 1964   | август 1974     | Жозеф Вилалонг   |                          |                                                                  |
| октябрь 1974  | март 1983       | Пьер Ноэль       |                          |                                                                  |
| март 1983     | лето 1991       | Альберт Жозеф    | PCF затем DVG            | Генеральный советник кантона Пратс-де-Молло-ла-Прест (1973—1991) |
| ноябрь 1991   | июнь 1995       | Обин Рока        | SE                       | Генеральный советник кантона Пратс-де-Молло-ла-Прест (1991—1998) |
| июнь 1995     | март 2014       | Бернар Ремеди    | DVD                      | Генеральный советник кантона Пратс-де-Молло-ла-Прест (1998—2015) |
| март 2014     | н.в.            | Клод Феррер      | DVD                      | Президент сообщества коммун                                      |

## Население и общество

### Древняя демография
Численность населения выражается в количестве «очагов» (домохозяйств) (f) или жителей (H).
| 1355  | 1358  | 1365  | 1378  | 1424  | 1470 | 1515  | 1553  | 1643  |
| ----- | ----- | ----- | ----- | ----- | ---- | ----- | ----- | ----- |
| 188 f | 241 f | 188 f | 193 f | 100 f | 96 f | 106 f | 116 f | 200 f |

| 1709  | 1720  | 1730  | 1765   | 1767   | 1774   | 1789  | 1790   | - |
| ----- | ----- | ----- | ------ | ------ | ------ | ----- | ------ | - |
| 290 f | 207 f | 490 f | 1700 H | 3600 H | 2756 H | 460 f | 3800 H | - |

Примечания :
- Помимо прихода Сен-Жюст-и-Сент-Руффин, Пратс-де-Молло также включал приходы Сен-Совер-де-Ла-Прест, Нотр-Дам-дю-Тек и Сен-Сесиль-де-Кос[фр.]. Два последних сейчас входят в состав коммуны Ле-Тек[фр.].
- 1378 год: включает 149 городских домохозяйств.

### Современная демография
Изменения в численности населения известны из переписей населения, проводившихся в коммуне с 1793 года. В муниципалитетах с населением менее 10 000 человек перепись всего населения проводится каждые пять лет, а исходная численность населения за промежуточные годы оценивается путем интерполяции или экстраполяции. Для коммуны первая исчерпывающая перепись по новой системе была проведена в 2006 году.
В 2022 году население коммуны составляло 1114 человек, что на -3,55 % меньше, чем в 2016 году (Восточные Пиренеи: +3,92 %, Франция без Майотты: +2,11 %).
| 1793 | 1800 | 1806 | 1821 | 1831 | 1836 | 1841 | 1846 | 1851 |
| ---- | ---- | ---- | ---- | ---- | ---- | ---- | ---- | ---- |
| 2928 | 3190 | 2973 | 3221 | 3484 | 3328 | 3406 | 3730 | 3270 |

| 1856 | 1861 | 1866 | 1872 | 1876 | 1881 | 1886 | 1891 | 1896 |
| ---- | ---- | ---- | ---- | ---- | ---- | ---- | ---- | ---- |
| 3435 | 3336 | 2784 | 2768 | 2658 | 2467 | 2630 | 2446 | 2481 |

| 1901 | 1906 | 1911 | 1921 | 1926 | 1931 | 1936 | 1946 | 1954 |
| ---- | ---- | ---- | ---- | ---- | ---- | ---- | ---- | ---- |
| 2525 | 2579 | 2751 | 2186 | 2270 | 2275 | 2218 | 1818 | 1608 |

| 1962 | 1968 | 1975 | 1982 | 1990 | 1999 | 2006 | 2011 | 2016 |
| ---- | ---- | ---- | ---- | ---- | ---- | ---- | ---- | ---- |
| 1495 | 1351 | 1190 | 1142 | 1102 | 1080 | 1141 | 1076 | 1155 |

| 2021 | 2022 | - | - | - | - | - | - | - |
| ---- | ---- | - | - | - | - | - | - | - |
| 1134 | 1114 | - | - | - | - | - | - | - |

Примечания:
- 1841: без учета 304 человек в гарнизоне;
- 1856: включая 256 человек в гарнизоне;
- 1861: последний год, включающий население Ле-Тек;
- 1896: включая 48 человек в гарнизоне.

| в соответствии с численностью городского населения в годы: | 1968 | 1975 | 1982 | 1990 | 1999 | 2006 | 2009 | 2013 |
| Рейтинг коммуны в департаменте                             | 42   | 50   | 59   | 67   | 71   | 74   | 77   | 82   |
| Количество коммун в департаменте                           | 232  | 217  | 220  | 225  | 226  | 226  | 226  | 226  |

### Образование
В коммуне действует начальная школа Жоржа Клерка. Жорж Клерк был участником Сопротивления во время Второй мировой войны и был директором этой школы. В ней на последнем уровне подготовительного курса обучается более 60 учеников, разделённых на 3 класса.

### Культурные события и праздники
- День города и святого покровителя: 17 июля[52];
- Паломничество в скит Нотр-Дам-дю-Кораль[фр.]: 15 августа[52];
- Медвежий праздник[фр.], внесённый в список нематериального культурного наследия ЮНЕСКО: Сретение Господне (около 2 февраля). Одетые в овечьи шкуры «звери» охотятся на жителей, чтобы вымазать их маслом и сажей[52];
- Ярмарки: 1-е воскресенье июня, 14 октября и 1-е воскресенье декабря[52].

### Спорт
В городе есть регбийный клуб, основанный в 1924 году: Émulation Sportive Pratéene. В честь 100-летнего юбилея клуба город организовал вечеринку и пригласил ряд ведущих фигур из мира регби. На празднике присутствовали Франк Азема, Гийом Гирадо, Марк Ливремон, Жерар Майораль, Себастьен Моризо и Лоран Арбо. Также присутствовали игроки Ален Пако, Жан-Пьер Гару-Лемпиру, Поль Фусса, Давид Марти, Филипп Бей, Марк Сикре, Жан-Франсуа Имбернон, Филипп Боэр, Пьер Бека, Мурад Зитуни, Дидье Кодорнью, Кристоф Моли, Кристоф Манас и Николас Санчес.

## Экономика

### Доходы
В 2010 году медианный налоговый доход на одно домохозяйство составлял 20 973 евро.
В 2018 году в коммуне насчитывалось 410 домохозяйств, состоящих из 774 человек. Медианный располагаемый доход на домохозяйство составляет 17 990 евро (19 350 евро в департаменте).

### Занятость
|                 | 2008   | 2013   | 2018   |
| --------------- | ------ | ------ | ------ |
| Коммуна         | 9,1 %  | 7,9 %  | 10,6 % |
| Департамент     | 10,3 % | 12,9 % | 13,3 % |
| Франция в целом | 8,3 %  | 10 %   | 10 %   |

В 2018 году численность населения в возрасте 15—64 лет составляла 642 человека, из которых 70 % были экономически активными (59,4 % занятых и 10,6 % безработных) и 30 % неактивными. С 2008 года местный уровень безработицы (по данным переписи населения) в возрастной группе 15-64 года был ниже, чем в департаменте, но выше, чем во Франции.
В коммуне нет крупных городов. В 2018 году в ней насчитывалось 336 рабочих мест по сравнению с 339 в 2013 году и 336 в 2008 году. В коммуне проживает 391 трудоспособный человек, имеющий работу, что даёт показатель концентрации занятости 86 % и коэффициент участия в рабочей силе среди людей в возрасте 15 лет и старше 44,4 %.
Из этих 391 человек в возрасте 15 лет и старше, имеющих работу, 264 работают в муниципалитете, то есть 68 % населения. Чтобы добраться до работы, 68,1 % жителей используют личный или служебный автомобиль, 4 % — общественный транспорт, 16,3 % — двухколёсный транспорт, велосипеды или ходят пешком, а 11,6 % не нуждаются в транспорте (работают из дома).

### Бизнес и торговля
Ла Прест — один из сети термальных курортов Франции, воды которого рекомендуются при заболеваниях мочевыводящих путей.

## Местная культура и наследие

### Памятники и туристические достопримечательности
- Первые крепостные стены Пратс-де-Молло[фр.], столицы Верхнего Валеспира, были построены в первой половине XIV века. Разрушенные во время восстания Анжелетов, они были восстановлены в 1683 году. В 1930 году они были внесены в список исторических памятников. Маршал Людовика XIV, Себастьен Вобан построил форт Лагард, с которого открывался вид на это место. Городские ворота Порт д'Эспань[фр.] были включены в список исторических памятников в 1922 году, а крепостные стены — в 1930 году.
- Форт Лагард[фр.] — цитадель XVII века, возвышающаяся над городом, пример концепции бастионных укреплений, которая с 1925 года включена в список исторических памятников[55].
- Башня Мир[фр.] — сигнальная башня, построенная в XIII веке Хайме I Арагонским, королем Майорки, для наблюдения за французской границей в Эль-Мир-де-Дальт. Круглая в плане, она имеет три уровня, покрытых куполообразными сводами. 16 декабря 2002 года она была внесена в список исторических памятников.
- Церковь Сен-Жюст-и-Сен-Руффин[фр.] была внесена в список исторических памятников декретом от 14 сентября 1921 года[56]. Многочисленные объекты внесены в базу данных Palissy[фр.][56].
- Часовня Сен-Жюст-и-Руффин[фр.]-де-Пратс-де-Молло, одноименная с церковью, расположена в центре деревни. Она украшена витражами и картинами Жана Лареуза (художника родом из Пратс-де-Молло).
- Церковь Иисуса Христа в Ле-Плане.
- Церковь Сен-Рош в Ла-Престе.
- Церковь Сен-Исидор в Ла-Престе.
- Часовня Нотр-Дам-дю-Розер в Пратс-де-Молло[фр.].
- Часовня Сент-Антуан-де-Падуэ при больнице в Пратс-де-Молло.
- Часовня Святого Христа де Сандреу.
- Часовня Святого Христа дю Буа.
- Часовня Святого Иоанна Крестителя в замке Перелла.
- Часовня Сент-Люси в Пратс-де-Молло.
- Часовня Сен-Мартен в Вилаплане.
- Часовня в Ла-Престе.
- Скит Нотр-Дам-дю-Кораль[фр.] ( Записан (1990))) — место паломничества, построенное в XVII-XVIII веках.
- Часовня Сент-Маргерит на Коль д'Арес[фр.], непосредственно перед Коль д'Арес[фр.], — романская церковь в руинах, а также бывший хоспис ( Записан (2009))[57].
- Тумулус Коллада Верда II[фр.] — мегалитическое место.

- Часовня Святой Маргариты на горе Коль д'Арес
- Церковь Сен-Жюст-и-Сент-Руффин в Пратс-де-Молло-ла-Престе
- Церковь Сен-Рош в Ла-Престе
- Церковь Сент-Исидор в Ла-Престе
- Часовня Сен-Жюст-и-Руффин в Пратс-де-Молло

### Личности, связанные с муниципалитетом
- Жозеп де ла Тринсерия[фр.] (1637—1694): лидер восстания Анжелетов против введения налога на соль в Руссильоне в 1661 году;
- Жан-Луи Бойе[фр.] (1781—1848): военный офицер, восемнадцать лет командовал фортом Лагард[фр.];
- Карлес Бош де ла Тринсерия[фр.] (1831—1897): каталонский писатель, родился в Пратс-де-Молло-ла-Прест;
- Шарль Рондони[фр.] (1856—1914): генерал, родился в Пратс-де-Молло;
- Франсеск Масия (1859—1933): каталонский политик, жил в Пратс-де-Молло-ла-Прест;
- Хосе Брокка[фр.] (1891—1950): испанский писатель, гуманист и пацифист, который остался в Пратс-де-Молло-ла-Прест после Ретирады?! (1939—1940);
- Долорс Прат Колл[фр.] (1905—2001): профсоюзный деятель CNT, тайно бежавший от диктатуры Франко[фр.] в Пратс-де-Молло-ла-Прест, чтобы заново построить свою жизнь во Франции;
- Раймон Блан[фр.] (1914—2007): писатель, родившийся в Пратс-де-Молло-ла-Прест;
- Полетт Деху[фр.] (1915—2016): боец Сопротивления;
- Жан Ларезе (1925—2016), художник, родившийся в Сере, большую часть своей карьеры провёл в США, а затем вернулся в Пратс-де-Молло[58];
- Жоан-Ллуис Ллуис[фр.] (1963—), каталонский писатель, один из своих романов, «День наших», написал в Пратс-де-Молло (переведен на французский Тинтой Блава).
- Шанталь Горостегюй (1965—): велогонщица, родилась в Пратс-де-Молло-ла-Прест.

### Народная культура
- Народная песня «Девушки из Пратс-де-Молло» (фр. Filles de Prats de Molló)[59]

### Геральдика
|            | Блазон герба                           | Золотое поле с четырьмя червлёными столбами, на котором изображены святые Юста и Руфина телесного цвета, с золотыми ореолами, одетые в серебро и червлень, каждая в своей лазурной нише, держащие в одной руке золотую пальмовую ветвь, а в другой — золотой ткацкий станок, и стоящие на зеленом лугу, выходящем из основания щита, на котором расположены две серебряные овцы, стоящие друг к другу и пасущиеся. Оригинальный текст (фр.)D’or aux quatre pals de gueules, aux saintes Juste et Rufine de carnation, nimbées d’or, habillées d’argent et gueules chacune dans sa niche d’azur, tenant de leur main externe une palme d’or et de l’autre un chevalet aussi d’or et soutenues d’un pré de sinople mouvant de la pointe, chargé de deux brebis affrontées et paissantes d’argent. |
| Примечание | Официальный статус герба не определён. | |

### Комментарии
1. ↑  Расстояние между основными городами коммун измеряется по прямой
2. ↑  На территориях «Натура 2000» государства-члены ЕС обязуются поддерживать соответствующие типы среды обитания и виды в благоприятном природоохранном статусе с помощью нормативных, административных или договорных мер[22].
3. ↑  ZNIEFF типа 1 — это территории с ограниченной площадью, характеризующиеся присутствием видов, ассоциаций видов или сред, которые являются редкими, примечательными или характерными для регионального или национального природного наследия
4. ↑  ZNIEFF 2-го типа — это большие территории с богатой или малоизмененной природой, обладающие значительным биологическим потенциалом.
5. ↑  Исходное муниципальное население, действующее на 1 января 2025 года, данные 2022 года, определяемые в пределах территориальных границ, действующих на 1 января 2024 года, статистическая исходная дата: 1 января 2022 года.
6. ↑  Налоговое домохозяйство состоит из группы домохозяйств[англ.], проживающих в одном жилище. Его существование зависит от совпадения хотя бы одной независимой налоговой декларации и проживания в жилище[фр.], известном налоговым органам.
7. ↑  По данным INSEE, к экономически неактивным относятся учащиеся, студенты, неоплачиваемые стажёры, пенсионеры, пенсионеры и другие экономически неактивные лица.

Карты
1. ↑  Géoportail (фр.). www.geoportail.gouv.fr. Дата обращения: 27 марта 2025.
2. ↑  Remonter le temps (фр.). remonterletemps.ign.fr. Дата обращения: 6 апреля 2025.
3. ↑  Observatoire des territoires - ANCT (фр.). www.observatoire-des-territoires.gouv.fr. Дата обращения: 9 апреля 2025. Архивировано 17 марта 2025 года.